# Línea 9 (Comodoro Rivadavia)
La línea 9 es una línea de colectivos suburbana de Comodoro Rivadavia, bajo concesión de la empresa Transporte Patagonia Argentina desde 2007 que une el B° 30 de Octubre, pasando por la Terminal del B° Máximo Abásolo, con el B° Industrial y viceversa. Funciona desde las 5:00 hasta las 22:00. Posee una longitud de 37,7 km.

## Historia
Anteriormente esta línea era explotada por la empresa Transportes Comodoro, por lo que su recorrido iniciaba en la terminal de Máximo Abásolo. Pero luego, cuando en 2007 Patagonia Argentina se quedó con el monopolio del servicio en Comodoro, esta línea cambia su recorrido inicial en la terminal del B° 30 de Octubre, teniendo que ir unidades apostadas en la terminal de Máximo Abásolo a la terminal del B° 30 de Octubre para hacer servicio exclusivo de la línea 9, esta modalidad cambio en 2011 cuando la 9 quedó para ser explotada  exclusivamente por unidades apostadas en el terminal de 30 de Octubre y a cambio se entregó la línea 4A para ser explotada exclusivamente por unidades apostadas en el terminal de Máximo Abásolo.

## Cuadro Tarifario
| Boleto                      | Tarifa    |
| --------------------------- | --------- |
| Primera sección (Urbano)    | $22       |
| Segunda sección (Suburbano) | No aplica |
| Tercera sección (Diadema)   | No aplica |
| Cuarta sección (Rada Tilly) | No aplica |
| Estudiante                  | $11       |
| Jubilado                    | $11       |
| Discapacitado               | $0.00     |
| Policía del Chubut          | $0.00     |

En el caso de los boletos de estudiante y jubilado reciben un subsidio de la municipalidad de Comodoro Rivadavia que les cubre un 50% del valor del boleto en 2 pasajes díarios, mientras que el restante 50% lo proporciona el gobierno de Chubut a través del TEG Chubut.

## Recorrido

### 9: 30 de Octubre - Industrial
| 9          | Primer servicio A: Industrial | Primer servicio A: Abel Amaya | Último servicio A: Industrial | Último servicio A: Máximo Abásolo |
| Laborables | 05:00                         | 05:53                         | 21:15                         | 22:08                             |
| Sábados    | 05:00                         | 05:53                         | 18:15                         | 19:08                             |

Ida: Terminal Abel Amaya, Avenida Congreso, Retome por rotonda Congreso y Chile, Avenida Congreso, Avenida Lisandro de la Torre, La Prensa, Del Trabajo, Avenida Polonia, Juan Luckiewics, Huergo, Los Pensamientos, Avenida Rivadavia, Alem, Rawson, 13 de Diciembre, Juan B. Justo, Avenida Hipólito Yrigoyen, Rotonda Ruta 3 y 26.  
Vuelta: Avenida Hipólito Yrigoyen, Cardenal Cagliero, Alvear, Avenida Rivadavia, Los Pensamientos, Huergo, Juan Luckiewics, Avenida Polonia, La Nueva Provincia, Avenida Roca, Avenida Lisandro de la Torre, Avenida Congreso, Rotonda Congreso y Chile, Avenida Congreso, Retome por Lisandro de la Torre, Avenida Congreso, Terminal Abel Amaya.

### 9A: Centro - Los Arenales
| 9A         | Primer servicio A: Los Arenales | Primer servicio A: Centro | Último servicio A: Los Arenales | Último servicio A: Centro |
| Laborables | 07:00                           | 07:31                     | 17:00                           | 17:31                     |
| Sábados    | 07:00                           | 07:31                     | 12:00                           | 12:31                     |

Ida: Terminal Puerto, Máximo Abásolo, Avenida Rivadavia, Güemes, Avenida Hipólito Yrigoyen, Ani Grané, Avenida Ingeniero Ducós, Pellegrini, Gil Álvarez, 25 de Mayo, Avenida Hipólito Yrigoyen, Rotonda Ruta Nacional 3 y 26, Ruta Nacional 26. 
Vuelta: Av. Luis Alberto Blanco, Antonio Berni, Antonio Corrales, Nicolás Esandi, Avenida Luis Alberto Blanco, Ruta Nacional 26, Rotonda Ruta Nacional 3 y 26, Avenida Hipólito Yrigoyen, Avenida Ingeniero Ducós, Juan García Fernández, Bahía Bustamante, Democracia, Roque Sáenz Peña, Avenida Ingeniero Ducós, Carlos Pellegrini, Gil Álvarez, 25 de Mayo, 2 de abril, Avenida Ingeniero Ducós, Avenida Hipólito Yrigoyen, Terminal Puerto.

## Galería

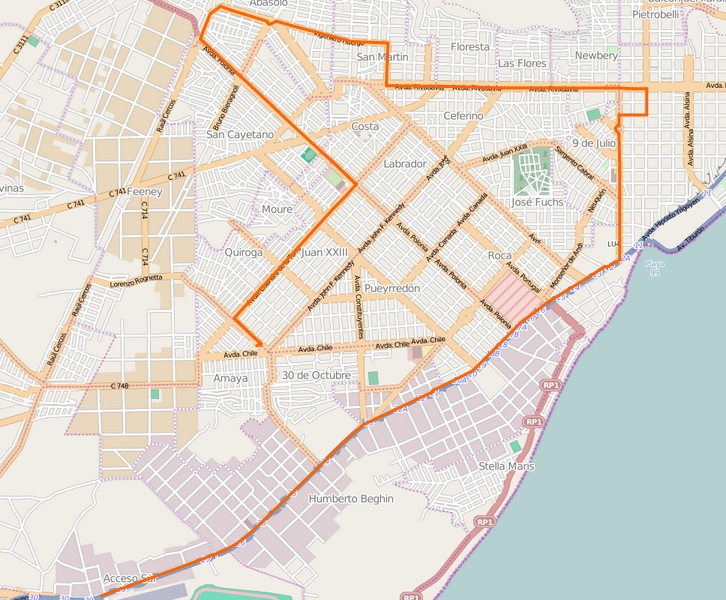
Recorrido de ida.
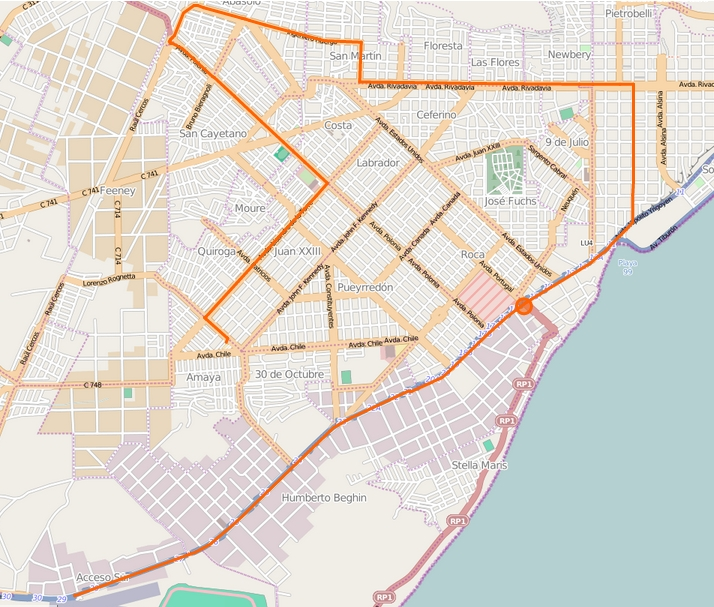
Recorrido de vuelta.

| Transportes Patagonia Argentina - Transportes Diadema - Expreso Rada Tilly | Transportes Patagonia Argentina - Transportes Diadema - Expreso Rada Tilly | Transportes Patagonia Argentina - Transportes Diadema - Expreso Rada Tilly | Transportes Patagonia Argentina - Transportes Diadema - Expreso Rada Tilly | Transportes Patagonia Argentina - Transportes Diadema - Expreso Rada Tilly | Transportes Patagonia Argentina - Transportes Diadema - Expreso Rada Tilly | Transportes Patagonia Argentina - Transportes Diadema - Expreso Rada Tilly | Transportes Patagonia Argentina - Transportes Diadema - Expreso Rada Tilly | Transportes Patagonia Argentina - Transportes Diadema - Expreso Rada Tilly | Transportes Patagonia Argentina - Transportes Diadema - Expreso Rada Tilly | Transportes Patagonia Argentina - Transportes Diadema - Expreso Rada Tilly | Transportes Patagonia Argentina - Transportes Diadema - Expreso Rada Tilly | Transportes Patagonia Argentina - Transportes Diadema - Expreso Rada Tilly | Transportes Patagonia Argentina - Transportes Diadema - Expreso Rada Tilly | Transportes Patagonia Argentina - Transportes Diadema - Expreso Rada Tilly | Transportes Patagonia Argentina - Transportes Diadema - Expreso Rada Tilly | Transportes Patagonia Argentina - Transportes Diadema - Expreso Rada Tilly | Transportes Patagonia Argentina - Transportes Diadema - Expreso Rada Tilly | Transportes Patagonia Argentina - Transportes Diadema - Expreso Rada Tilly | Transportes Patagonia Argentina - Transportes Diadema - Expreso Rada Tilly | Transportes Patagonia Argentina - Transportes Diadema - Expreso Rada Tilly |
| -------------------------------------------------------------------------- | -------------------------------------------------------------------------- | -------------------------------------------------------------------------- | -------------------------------------------------------------------------- | -------------------------------------------------------------------------- | -------------------------------------------------------------------------- | -------------------------------------------------------------------------- | -------------------------------------------------------------------------- | -------------------------------------------------------------------------- | -------------------------------------------------------------------------- | -------------------------------------------------------------------------- | -------------------------------------------------------------------------- | -------------------------------------------------------------------------- | -------------------------------------------------------------------------- | -------------------------------------------------------------------------- | -------------------------------------------------------------------------- | -------------------------------------------------------------------------- | -------------------------------------------------------------------------- | -------------------------------------------------------------------------- | -------------------------------------------------------------------------- | -------------------------------------------------------------------------- |
| Ramales                                                                    | Línea 1                                                                    | Línea 2                                                                    | Línea 3                                                                    | Línea 3 Fracción 14-15                                                     | Línea 3 Dean Funes                                                         | Línea 3-4 Biología Marina                                                  | Línea 4                                                                    | Línea 4A                                                                   | Línea 4A1                                                                  | Línea 4B                                                                   | Línea 4C                                                                   | Línea 4D                                                                   | Línea 5                                                                    | Línea 5B                                                                   | Línea 5 Dean Funes                                                         | Línea 5 Biología Marina                                                    | Línea 6                                                                    | Línea 7A                                                                   | Línea 7B                                                                   | Línea 7V                                                                   |
| Ramales                                                                    | Línea 8A                                                                   | Línea 8B                                                                   | Línea 8C                                                                   | Línea 8D                                                                   | Línea 8E                                                                   | Línea 8F                                                                   | Línea 8G                                                                   | Línea 9                                                                    | Línea 9A                                                                   | Línea 10                                                                   | Línea 11                                                                   | Línea 12                                                                   | Línea 13                                                                   | Km. 14 Barrio Favaloro                                                     | Rondin Hospital Alvear                                                     | Ciudadela-Colegio 707                                                      | Rondin Palazzo-Stándart                                                    | Colegio 707                                                                | Colegio 722                                                                |                                                                            |